# جبال ترودوس
جبال ترودوس هي سلسلة جبلية تقع في جزيرة قبرص وتعتبر أكبر سلسلة جبال في الجزيرة. تتوسط قبرص ويعتبر جبل أوليمبوس أعلى قمة فيه بارتفاع يصل إلى 1952 فوق مستوى سطح البحر، تنبع من هذه الجبال العديد من الأنهار مثل نهر بيديوس، بنيت العديد من الأديرة القديمة في هذه الجبال أشهرها دير كيكوس ودير ماخايراس.